# 요시다 리코 (축구 선수)
요시다 리코(일본어: 吉田 莉胡, 2002년 6월 18일 ~ )는 일본의 여자 축구 선수이다.

## 구단 경력
2020년 AS 엘펜 사이타마에 입단하였다. 2025년 INAC 고베 레오네사로 이적했다.

## 국가대표팀 경력
그녀는 2022년 FIFA U-20 여자 월드컵에 참가할 일본 U-20 국가대표팀에 발탁되었으며, 3경기에 출전, 준우승에 기여했다.
2025년 EAFF E-1 풋볼 챔피언십에 참가할 일본 국가대표팀에 발탁되었으며, 7월 9일 중화 타이베이와의 경기에서 데뷔했다.